# 渡辺守邦
渡邉 守邦（わたなべ もりくに、1937年11月2日 - 2022年11月24日）は、日本の国文学者。専門は日本近世文学。実践女子大学名誉教授。
1961年、東京教育大学文学部国語国文学専攻卒業。1967年、同大学大学院博士課程日本文学専攻単位取得退学。1967年、大妻女子大学専任講師、1970年、同助教授。1977年、国文学研究資料館助教授、1984年、同教授。1989年、国文学資料館を退職、同名誉教授、実践女子大学教授。2007年、実践女子大学を定年退職、名誉教授。

## 著書
- 『仮名草子の基底』勉誠社　1986
- 『古活字版伝説 近世初頭の印刷と出版』青裳堂書店　1987　日本書誌学大系
- 『表紙裏反古の諸問題 ワークショップ』実践女子大学文芸資料研究所　2004　公開講演会報告書

## 校訂など
- 如儡子『可笑記 武士はくわねど……』訳　教育社新書、1979年
- 『蔵書印提要』島原泰雄共編、青裳堂書店〈日本書誌学大系〉、1985年
- 『新日本古典文学大系 74　仮名草子集』渡辺憲司と校注、岩波書店、1991年
- 『伽婢子　新日本古典文学大系』松田修・花田富二夫と校注、岩波書店、2001年
- 『新編蔵書印譜』後藤憲二共編、青裳堂書店〈日本書誌学大系〉、2001年
- 喜多村筠庭『嬉遊笑覧』長谷川強、江本裕、岡雅彦、花田富二夫、石川了と校訂、岩波文庫、2002年9月